# ایگور الکساندر
ایگور الکساندر (به انگلیسی: Igor Aleksander) (زاده ۲۶ ژانویه ۱۹۳۷) استاد بازنشسته مهندسی سیستم‌های عصبی در گروه مهندسی برق و الکترونیک در امپریال کالج لندن است. او در هوش مصنوعی و شبکه‌های عصبی کار می‌کرد و اولین سیستم تشخیص الگوی عصبی جهان را در دهه ۱۹۸۰ طراحی کرد.

## زندگی و کار
الکساندر در ایتالیا تحصیل کرد و از دانشگاه ویتواترسرند در آفریقای جنوبی فارغ‌التحصیل شد. او در اواخر دهه ۱۹۵۰ به انگلستان رفت و تصمیم گرفت زیر نظر کالین چری به تحقیقات روی بیاورد. او با استانداردهای تلفن و کابل کار می‌کرد، بعداً به کالج کوئین مری دانشگاه لندن رفت و در آنجا مدرک پی‌اچ‌دی گرفت و در سال ۱۹۶۱ استاد این دانشگاه شد.
او در سال ۱۹۶۸ به عنوان خوانشگر برنامه‌های رایانه‌ای و سیستم‌های الکترونیک به دانشگاه کنت رفت و سپس در سال ۱۹۷۴ به عنوان استاد دانشگاه برونل تعیین گردید.
او از سال ۱۹۸۸ تا زمانیکه بازنشسته شد در سال ۲۰۰۲، رئیس مهندسی برق و استاد گابور بود و مهندسی سیستم‌های عصبی را در امپریال کالج لندن گذراند.
او به عنوان عضو آکادمی مهندسی سلطنتی انتخاب (۱۹۸۸) و به عنوان رئیس روابط خارجی در امپریال کالج لندن (۱۹۹۷) مشغول به کار شد. او در سال ۲۰۰۵ به مناسبت یادبود برنارد پرایس سخنرانی کرد.
کار او بر روی قابلیت مدل‌سازی شبکه عصبی مصنوعی متمرکز بود. او مدل‌های عصبی فیزیولوژی دستگاه بینایی در پستانداران، سیستم دیداری-کلامی در انسان، تأثیر داروهای بی‌هوشی بر آگاهی و هشیاری مصنوعی را ابداع کرد.
او الهام‌بخش طراحی مهندسی یکی از اولین سیستم‌های تشخیص الگوی عصبی مستقل، WISARD (نام ناشناس دستگاه تشخیص ویلکی استونهام الکساندر) بود که به نام بروس ویلکی، جان استونهام و ایگور الکساندر نامگذاری گردید. یک پیوند محبوب برای WISARD، «ماشین تشخیص الگوی wisard» در گالری وینتون، موزه علوم لندن است.
الکساندر در ژوئیه ۲۰۱۱ مدرک افتخاری مهندسی کامپیوتر را از دانشگاه پالرمو دریافت کرد.